# En concert (Tournée d’Alizée)
Pour les articles homonymes, voir En concert.
Tournées par Alizée
Psychédélices Tour
(2008–2009)
En concert est la première tournée donnée par la chanteuse française, Alizée. Commencée à l'Olympia de Paris, elle est généralement bien accueillie. La tournée est initialement prévue en 43 dates, dont deux dates d'entre elles ont été annulées. En fin de tournée, un concert supplémentaire est ajouté afin de faire la promotion de la tournée, cette fois au Zénith de Paris. Alizée participe également à quelques dates de tournée en Belgique et en Suisse.

## Contexte et développement
À la suite de la publication du titre Mes courants électriques, Alizée programme une tournée nationale en France, puis des dates de tournée en Belgique et en Suisse, respectivement, au cours de la seconde moitié de 2003. L'excursion débute avec une prestation le 26 août 2003 à Paris. Elle conclut avec sa performance dans la prestigieuse salle parisienne de l'Olympia, à la veille du 17 janvier 2004, à la salle de concert Zénith, dans la même ville et avait couvert les grandes villes telles Lyon, Rouen, Lille, Grenoble, Dijon, et autres. 
Un album live et DVD, intitulé Alizée en concert, composé de certains spectacles de sa tournée, est lancé un an plus tard à l'automne 2004. Le CD audio contient des pistes, pris de ses deux albums studio. Le DVD sélectionne des séquences vidéo des mêmes performances que sur le CD, avec prime des images de ses répétitions.

## Production et personnel
- Artiste principale: Alizée
- Musique : Laurent Boutonnat
- Paroles : Mylène Farmer
- Photos : Robin
- Design : Henry Neu Com’N.B
- Production : Thierry Suc, pour TS3
- Direction Musicale et batteries : Loïc Pontieux
- Claviers : Jean-Marie Negozio et Jean-Philippe Schevingt
- Guitares : Olivier Marly et Gil Gimenez
- Basse : Philippe Chayeb
- Chœurs : Valérie Belinga et Brenda Della Valle
- Danseuses : Laetitia Broqua, Sandrine Douarne, Stéphanie Muret, et Audrey Talbot
- Décor : Xavier Grosbois et Jean-Michel Laurent, L&G Design
- Conception et direction des lumières : Fred Peveri
- Son Salle : Stéphane Plisson
- Chorégraphies : Valérie Bony

## Dates et lieux des concerts
| Date             | Ville               | Pays     | Lieu                               | Infos supp.                |
| ---------------- | ------------------- | -------- | ---------------------------------- | -------------------------- |
| Europe           |                     |          |                                    |                            |
| 26 août 2003     | Paris               | France   | Olympia                            | Première date d'Alizée     |
| 27 août 2003     | Paris               | France   | Olympia                            |                            |
| 30 août 2003     | Paris               | France   | Olympia                            |                            |
| 31 août 2003     | Paris               | France   | Olympia                            |                            |
| 2 septembre 2003 | Paris               | France   | Olympia                            |                            |
| 3 septembre 2003 | Paris               | France   | Olympia                            |                            |
| 4 septembre 2003 | Paris               | France   | Olympia                            |                            |
| 10 octobre 2003  | Rouen               | France   | Zénith de Rouen                    |                            |
| 11 octobre 2003  | Lille               | France   | Zénith de Lille                    |                            |
| 12 octobre 2003  | Bruxelles           | Belgique | Forest National                    |                            |
| 14 octobre 2003  | Amnéville           | France   | Galaxie                            |                            |
| 17 octobre 2003  | Limoges             | France   | Palais des Sports de Beaublanc     |                            |
| 18 octobre 2003  | Pau                 | France   | Zénith de Pau                      |                            |
| 19 octobre 2003  | Toulouse            | France   | Zénith de Toulouse                 |                            |
| 21 octobre 2003  | Marseille           | France   | Le Dôme de Marseille               |                            |
| 24 octobre 2003  | Toulon              | France   | Zénith Oméga de Toulon             |                            |
| 25 octobre 2003  | Nice                | France   | Palais Nikaïa                      |                            |
| 26 octobre 2003  | Montpellier         | France   | Zénith de Sud                      |                            |
| 11 novembre 2003 | Genève              | Suisse   | Aréna                              | Chante J'ai pas vingt ans  |
| 14 novembre 2003 | Caen                | France   | Zénith de Caen                     | Chante J'ai pas vingt ans  |
| 15 novembre 2003 | Le Mans             | France   | Antarès                            |                            |
| 16 novembre 2003 | Orléans             | France   | Zénith d'Orléans                   | Chante J'ai pas vingt ans  |
| 18 novembre 2003 | Tours               | France   | Grand Hall                         |                            |
| 21 novembre 2003 | Saint-Étienne       | France   | Palais des Spectacles              |                            |
| 22 novembre 2003 | Grenoble            | France   | Summum                             | Chant J'ai pas vingt ans   |
| 23 novembre 2003 | Lyon                | France   | Halle Tony Garnier                 |                            |
| 25 novembre 2003 | Albertville         | France   | Halle Olympique                    |                            |
| 28 novembre 2003 | Besançon            | France   | Salle des Spectacles de Micropolis | Chante J'ai pas vingt ans. |
| 29 novembre 2003 | Strasbourg          | France   | Rhénus Sport                       | Chante J'ai pas vingt ans. |
| 30 novembre 2003 | Mulhouse            | France   | Parc des Expositions               | Chante J'ai pas vingt ans. |
| 2 décembre 2003  | Dijon               | France   | Parc des Expositions               |                            |
| 5 décembre 2003  | Nancy (Maxéville)   | France   | Zénith de Nancy                    |                            |
| 6 décembre 2003  | Chalon-sur-Saône    | France   | Parc des Expositions               | Chante J'ai pas vingt ans. |
| 7 décembre 2003  | Clermont-Ferrand    | France   | Zénith d'Auvergne                  |                            |
| 9 décembre 2003  | Périgueux)          | France   | Parc des Expositions du Périgord   |                            |
| 12 décembre 2003 | Langolvas (Morlaix) | France   | Parc des Expositions de Langolvas  | Chante J'ai pas vingt ans. |
| 13 décembre 2003 | Lanester (Lorient)  | France   | Parc des Expositions de Lanester   |                            |
| 14 décembre 2003 | Le Havre            | France   | Docks Océane                       |                            |
| 16 décembre 2003 | La Rochelle         | France   | Parc des Expositions               | Chante J'ai pas vingt ans. |
| 19 décembre 2003 | Beauvais            | France   | Elispace                           |                            |
| 20 décembre 2003 | Reims               | France   | Parc des Expositions               | Chante J'ai pas vingt ans. |
| 17 janvier 2004  | Paris               | France   | Zénith de Paris                    | Chante J'ai pas vingt ans  |

### Concert annulés
| Date              | Ville  | Pays     | Lieu        | Infos supp.                |
| ----------------- | ------ | -------- | ----------- | -------------------------- |
| 12 septembre 2003 | Liège  | Belgique | -           | Annoncé, mais non effectué |
| 10 janvier 2004   | Cannes | France   | La palestre | Annulé                     |